# Malcolm Williamson
Malcolm Benjamin Graham Christopher Williamson (ur. 21 listopada 1931 w Sydney, zm. 2 marca 2003 w Cambridge) – australijski kompozytor, pianista i organista.

## Życiorys
Studiował u E.A. Goossensa w New South Wales State Conservatory of Music w Sydney (1944–1950). W latach 1953–1957 uczył się w Londynie u Elisabeth Lutyens i Erwina Steina. Występował jako pianista i organista. W 1963 roku zdobył Bax Memorial Prize. Od 1970 do 1971 roku był kompozytorem rezydentem w Westminster Choir College w Princeton. W 1975 roku został mianowany Master of the Queen’s Music, stając się pierwszym nie-Brytyjczykiem, który objął to stanowisko. W 1982 roku otrzymał tytuł doktora honoris causa University of Melbourne.
Komandor Orderu Imperium Brytyjskiego (1976), ponadto odznaczony został Orderem Australii (1987).

## Twórczość
Twórczość Williamsona jest zróżnicowana stylistycznie, dostrzegalne są w niej nawiązania do dorobku Strawinskiego, Brittena i Messiaena. Kompozytor posługiwał się techniką serialną, czerpał też z elementów jazzu i muzyki popularnej. Po konwersji na katolicyzm zaczął uprawiać również twórczość religijną. Ważną część jego twórczości stanowią tzw. kasacje, dzieła sceniczne z udziałem publiczności przeznaczone dla dzieci. Wiele jego dzieł ma charakter okolicznościowy, związany z posadą pełnioną na dworze brytyjskim.

## Wybrane kompozycje
(na podstawie materiałów źródłowych)

### Utwory orkiestrowe
- 7 symfonii (I „Elevamini” 1956–1957, II „Pilgrim på havet” 1968–1969, III „The Icy Mirror” 1972, IV 1977, V „Aquerò” 1979–1980, VI 1982, VII 1984)
- uwertura Santiago de Espada (1957)
- 4 koncerty fortepianowe (I 1957–1958, II 1960, III 1962, IV 1993–1994)
- Sinfonia  concertante na 3 trąbki, fortepian i smyczki (1958–1962)
- Koncert na organy i orkiestrę (1961)
- suita Our Man in Havana (1963)
- suita The Display (1963–1964)
- Koncert skrzypcowy (1964–1965)
- Concerto Grosso (1964–1965)
- Symphonic Variations (1965)
- Sinfonietta (1965–1967)
- Toccata, Elegy and Tarantella (1965)
- Prelude (1967)
- Epitaphs for Edith Sitwell na smyczki (1966)
- A Word from Our Founder (1969)
- Koncert na 2 fortepiany i smyczki (1972)
- koncert na harfę i smyczki Au Tombeau du Martyr Juif Inconnu (1973–1976)
- 2 Pieces na smyczki (1975)
- The Bridge That Van Gogh Painted na smyczki (1975)
- suita The House of Windsor (1977)
- Fiesta (1978)
- Ochre (1978)
- Fanfarade (1979)
- Lament (in Memory of Lord Mounbatten of Burma) na skrzypce i smyczki (1979–1980)
- Ode for Queen Elizabeth na smyczki (1980)
- In Thanksgiving – Sir Bernard Heinze (1982)
- Cortège for a Warrior (1984)
- Lento na smyczki (1985)
- Bicentennial Anthem (1988)

### Utwory kameralne
- 3 kwartety smyczkowe (I 1947–1948, II 1954, III 1993)
- Nonet na smyczki, instrumenty dęte i harfę (1949)
- Piece na 7 instrumentów dętych i fortepian (1953)
- Variations na wiolonczelę i fortepian (1964)
- Koncert na kwintet dęty i 2 fortepiany na 8 rąk (1964–1965)
- Serenade na flet, fortepian i trio smyczkowe (1967)
- Pas de Quatre na flet, obój, klarnet, fagot i fortepian (1967)
- Kwintet fortepianowy (1967–1968)
- Partita on Themes of Walton na altówkę (1972)
- Canberra Fanfare na instrumenty dęte blaszane i perkusję (1973)
- Adelaide Fanfare na instrumenty dęte blaszane i organy (1973)
- Trio fortepianowe (1976)
- Konstanz Fanfare na instrumenty dęte blaszane, perkusję i organy (1980)
- Richmond Fanfare na instrumenty dęte blaszane, perkusję i organy (1980)
- Fontainebleau Fanfare na instrumenty dęte blaszane, perkusję i organy (1981)
- Ceremony for Oodgeroo na kwintet dęty blaszany (1988)
- Fanfare and Chorales na kwintet dęty blaszany (1991)
- Day That I Have Loved na harfę (1993–1994)

### Utwory fortepianowe
- 4 sonaty (I 1955–1956, II 1957 zrewid. 1970–1971, III 1958, IV 1963)
- Travel Diaries (1960–1961)
- 5 Preludes (1966)
- Sonata na 2 fortepiany (1967)
- Haifa Watercolours (1974)
- The Bridge That Van Gogh Painted and the French Camargue (1975)
- Ritual of Admiration (1976)
- Himna Titu (1984)
- Springtime on the River Moskva (1987)

### Utwory organowe
- Fons Amoris (1955–1956)
- Resurgence du Feu (Paques 1959) (1959)
- Symfonia (1960)
- Vision of Christ Phoenix (1961, zrewid. 1978)
- Elegy–J.F.K. (1964)
- Epitaphs for Edith Sitwell (1966)
- Peace Pieces (1970–1971)
- Little Carols of the Saints (1971–1972)
- Mass of a Medieval Saint (1973)
- Fantasy on This Is May Father’s World (1975)
- Fantasy on O Paradise! (1976)
- The Lion of Suffolk (for Benjamin Britten) (1977)

### Utwory wokalno-instrumentalne
- Koncert na sopran, obój, rożek angielski, wiolonczelę i organy (1957)
- Adoremus na alt, tenora, chór i organy (1959)
- Tu es Petrus na recytatora, chór i organy (1961)
- Agnus Dei na sopran, chór i organy (1961)
- Dignus est Agnus na sopran, chór i organy (1961)
- Procession of Psalms na chór i organy lub fortepian (1961)
- The Morning of the Day of Days na sopran, tenora, chór i organy (1962)
- Te Deum na głosy unisono i fortepian lub organy (1963)
- Celebration of Divine Love na sopran lub tenora i fortepian (1964)
- A Psalm of Praise na głosy unisono i organy (1965)
- The Brilliant and the Dark na głosy żeńskie i orkiestrę (1966)
- 6 English Lyrics na alt lub baryton i fortepian lub orkiestrę smyczkową (1966)
- Mowing the Barley na chór i orkiestrę (1967)
- I Will Lite up Mine Eyes na chór, echo i organy (1970)
- Cantate domino na chór i organy (1970)
- Te Deum na chór, organy i instrumenty dęte blaszane ad libitum (1971)
- The Death of Cuchulain na 5 głosów męskich i perkusję (1971)
- Ode to Music na chór, echo i orkiestrę (1972–1973)
- Pietà na sopran, obój, fagot i fortepian (1973)
- Canticle of Fire na chór i organy (1973)
- The World at the Manger na sopran, baryton, chór i organy lub duet fortepianowy (1973)
- Hammarskjöld Portrait na sopran i orkiestrę smyczkową (1974)
- Les Olympiques na mezzosopran i orkiestrę smyczkową (1976)
- Jubilee Hymn na chór i orkiestrę lub fortepian (1977)
- Mass of Christ the King na 2 soprany, baryton, echo, chór i orkiestrę (1977–1978)
- Kerygma na chór i organy (1979)
- Little Mass of St. Bernadette na głosy i organy lub instrumenty (1980)
- Mass of St. Margaret of Scotland na wiernych, chór ad libitum i organy (1980)
- Josip Broz Tito na baryton i orkiestrę (1980–1981)
- Mass of the People of God na głosy i organy (1980–1981)
- The Feast of Eurydice na mezzosopran, fortepian, flet i perkusję (1983)
- A Pilgrim Liturgy na mezzosopran, baryton, chór i orkiestrę (1984–1985)
- The True Endeavour na recytatora, chór i orkiestrę (1988)
- Mass of St. Ethelreda (on Themes of Lennox Berkeley) na chór i organy (1990)

### Kasacje
- The Moonraker (1967)
- Knights in Shining Armour (1968)
- The Snow Wolf (1968)
- Genesis (1971)
- The Stone Wall (1971)
- The Winter Star (1973)
- The Glitter Gang (1974)
- The Terrain of the King (1974)
- The Valley and the Hill (1977)
- The Devil’s Bridge (1982)

### Opery
- Our Man in Havana (wyst. Londyn 1963)
- opera kameralna The English Eccentrics (wyst. Aldeburgh 1964)
- opera dziecięca The Happy Prince (wyst. Farnham 1965)
- opera dziecięca Julius Caesar Jones (wyst. Londyn 1966)
- The Violins of St. Jacques (wyst. Londyn 1966)
- Dunstan and the Devil (wyst. Cookham 1967)
- opera kameralna The Growing Castle (wyst. Dynevor 1968)
- Lucky Peter’s Journey (wyst. Londyn 1969)
- The Red Sea (wyst. Darlington 1972)

### Balety
- The Display (wyst. Adelajda 1964)
- Sun into Darkness (wyst. Londyn 1966)
- Spectrum (wyst. Bury St. Edmunds 1967)
- Bigfella TootsSquoodge and Nora (wyst. Manchester 1976)